# The King of Fighters: Another Day
The King of Fighters: Another Day es una serie de anime en formato ONA basada en la popular serie de videojuegos de lucha The King of Fighters.
La serie relata los eventos que suceden en South-Town un tiempo después de King of Fighters XI y King of Fighters: Maximum Impact, preparando la trama que se desarrollará en la secuela de este último juego.
La serie fue producida por Production I.G y cuenta con 4 capítulos de aproximadamente 8  minutos cada uno (descontando créditos).

## Detalles de la trama
Los eventos de la serie suceden todos en la ciudad de Southtown, ciudad ficticia en la cual se desarrolla el torneo original de King of Fighters, y en la que también se desarrollan los eventos de Maximum Impact.

## Lista de capítulos
- Capítulo 1: "All Out" ("Todos Afuera")
  - (Publicado el 2 de diciembre de 2005)

La historia comienza después de los eventos de KOF: Maximum Impact. Después de la muerte de Duke y su grupo, Alba y Soiree Meira pasan sus días protegiendo a los ciudadanos de Southtown. Al llegar la puesta de sol, Soiree Meira se ha despedido de su hermano, Alba, quien ha salido de la ciudad. Alba se lleva consigo a una niña, la protegida de ambos, para una visita a un refugio. 
Más tarde, algo sucede. Un gran incendio afecta la ciudad. Los amigos de Soiree tratan de escapar, pero él les convence de quedarse y ayudar, ya que el refugio de la ciudad que los Meira están cuidando está en peligro. Athena y Mai se reúnen cerca de un edificio donde sienten la presencia de una niña en peligro. Justo entonces salta del edificio Soiree, con la niña en brazos. Soiree se aleja para investigar lo que está pasando, cuando la niña sale a seguirlo es empujada a un lado por Iori Yagami, quien está en la ciudad al percibir un poder extraño y un brillo de color verde en las cercanías.
Soiree reclama a Iori una disculpa, y ambos se traban en un combate en las calles de la ciudad. Iori se ve obligado a pelear cuerpo a cuerpo, debido a que Ash le había robado los poderes, pero eso no le impidió superar a Soiree. Iori empuja a Soiree de lo alto de un camión, y ambos llegan a una iglesia en llamas en la cual siguen peleando, hasta que la protegida de Soiree entra a buscarlo, escapando de Mai. Soiree logra desplazar a Iori y trata de proteger a la niña cuando la iglesia se les viene encima. Sólo con la ayuda de Athena y Mai logran sobrevivir al derrumbe.
Después, Soiree se queda en las ruinas, buscando al "pelirrojo", creyendo que éste ha perecido en el incendio, por más que Mai le asegura que él está bien. Mai y Athena se retiran, y Soiree se encuentra con su hermano Alba quien le asegura que se encontró a ese sujeto de "peinado extraño" en el camino, que todas las personas del refugio han sido rescatadas, y que él ha aprovechado de rescatar a dos pequeños gatitos que quedaron allá, los últimos sobrevivientes. Aliviado de que todos estén bien, Soiree se desmaya exhausto.
- Capítulo 2: "Accede" ("Aceptar")
  - (Publicado el 6 de enero de 2006)

El segundo capítulo comienza con una pesadilla de Rock Howard, en la cima de la Torre de Southtown Terry y Rock se baten a muerte, este último cayendo de la torre de la misma forma en la cual murió su padre. Rock despierta de esta terrible pesadilla y deja a Terry para ir a averiguar qué sucede en la ciudad. Rock se encuentra con el lugar donde está el retrato aparentemente de su madre quemándose.
Mientras tanto, Billy Kane se encuentra en la cima de la Torre, observando el incendio. Aparece Lien Neville quien atiende a la "Organización" que quiere a todos los súbditos de los Howard eliminados. Rock observa un rayo caer sobre la torre y comprende que algo sucede. Rock llega justo cuando Billy está por eliminar a Lien arrojándola con su bastón desde lo alto de la Torre. Luego de discutir sobre el futuro de Rock y el significado de su presencia, Billy trata de terminar a Rock y Lien pero esta última logra arrojar un ataque sorpresa sobre Billy. Lien considera que ella no va a eliminar a Rock pues él escoge no cumplir el destino de los Howard.
Rock vuelve a casa para darse cuenta de que el incendio ha consumido el lugar donde estaba el recuerdo de su madre. Sin embargo al volver con Terry, descubre que él ha rescatado este retrato. Rock agradece a Terry en su fuero interno.
- Capítulo 3: "In the Dark" ("En la oscuridad")
  - (Publicado el 3 de febrero de 2006)

Bajo la ciudad, K' y Maxima están tratando de hackear la base militar de la ciudad para averiguar el paradero de un científico quien supuestamente habría sido el responsable de clonar a Kyo Kusanagi. Sobre ellos, en la base, el Equipo Ikari espera recibir su próxima misión, la cual al parecer tiene que ver con la eliminación de un último Clon Kyo. Repentinamente la energía eléctrica se corta... Maxima se ha enredado con las conexiones y ahora no sólo la ciudad está a oscuras, sino que K' y Maxima han sido descubiertos.
Ambos sujetos escapan en un tren subterráneo, donde tras una discusión que revela el fracaso de su misión, aparece sorpresivamente el arete de Leona... y el Equipo Ikari entra al tren para atacar por sorpresa a K' y Maxima. Los militares creen que K' y Maxima son responsables de la desaparición del doctor y la presencia de los Clones Kyo, y proceden a atacar. Aun cuando están rodeados, K' y Maxima confían plenamente en un plan de este último, que está por entrar en rigor: tras 24 segundos de combate, Maxima y K' se arrojan al vacío... para caer en un tren que viajaba en sentido opuesto. Ralf logra visualizar a Whip y Kula dentro de ese tren.
- Capítulo 4: "All Over" ("Todo Termina")
  - (Publicado el 3 de marzo de 2006)

Kyo Kusanagi se encuentra en la ciudad, donde de alguna manera pareciera que el incendio lo persigue. Los militares, incluyendo al equipo Ikari, están a su siga, tratando de determinar si él es un Clon Kyo. Repentinamente sobre un edificio Ash Crimson aparece para arrojar una antena de Radio sobre Kyo, quien se protege con sus ataques de fuego. Pero esto es presenciado por Alba Meira, quien de inmediato relaciona los poderes de fuego de Kyo con el incendio que afecta a toda la ciudad. Los guerreros se traban en un combate.
Ash observa desde la cima del edificio, pero percibe algo extraño y logra evadir a tiempo un ataque de Iori, quien le ha alcanzado en ese lugar. Ash clama que no tiene tiempo para distraerse de su diversión, y con un ataque de fuego, encandila a Iori y desaparece del lugar. Iori se queda contemplando la situación.
El incendió se extinguió, pero Alba y Kyo siguen peleando. El Equipo Ikari planea la "captura" del clon, pero Iori llega para decirles que no es un clon. Detiene la pelea y Alba entiende que Kyo no fue el verdadero culpable, aunque Kyo se excusa diciendo que él es culpable hasta cierto punto, porque Ash lo ha estado siguiendo. Alba se retira, y Kyo también, mientras Iori anuncia en voz baja su venganza contra él. Kyo se acerca a los Ikari para "comprobarles" que él no es un clon.  
Alba y Soiree se disponen a irse, cuando aparecen una mariposa azul y Luise Meyrink. continuara...

## Elenco
- Kouji Haramaki como Soiree Meira
- Masahiro Nonaka como Kyō Kusanagi
- Kunihiko Yasui como Iori Yagami
- Hiroyuki Satou como Alba Meira
- Akoya Sogi como Mai Shiranui
- Eiji Takemoto como Rock Howard
- Fumiko Inoue como Lien Neville
- Haruna Ikezawa como Athena Asamiya
- Hiroko Tsuji como Luise Meyrink
- Katsuyuki Konishi como Maxima
- Monster Maezuka como Ralf Jones
- Satoshi Hashimoto como Terry Bogard
- Seijirou como Billy Kane
- Sonosuke Nagashiro como Ash Crimson
- Yoshinori Shima como Clark Still
- Yuuki Matsuda como K'

La actuación de voz de los personajes es la misma que en la de los juegos (incluyendo la actualización de Billy Kane, por Seijirou).

## Música
- Tema de cierre: "Regret" de Dakota Star

## Lanzamiento DVD
El anime se lanzó en Japón a través de DVD como un paquete con el lanzamiento japonés de KOF: Maximum Impact 2 el 27 de abril de 2006 a un precio minorista de 7140 yenes.El DVD tiene codificación de región dos, pero tiene subtítulos en inglés y pista de doblaje.
La estrategia de marketing estadounidense de The King of Fighters: Another Day fue mucho menos accesible. Originalmente destinado a ser incluido con KOF 2006 como un bono de compra anticipada/pedido anticipado para los clientes de EBGames y GameStop, el brazo estadounidense de SNK no envió los discos junto con su lanzamiento. Varias semanas después, después de algunas quejas de fanáticos enojados, los DVD adicionales comenzaron a aparecer en las ubicaciones de EBGames y GameStop y, en muchos casos, los compradores anteriores podían obtenerlos a pedido, pero las cantidades eran limitadas y muchos todavía se quedan sin ellos a pesar de su devoción.
El DVD de EE.UU. viene en un sobre de cartón cuadrado. El DVD está codificado en la región uno e incluye subtítulos y audio en inglés y japonés, tanto en estéreo como en Dolby Digital 5.1. Las características especiales incluyen comentarios sobre todos los episodios, galerías de diseño de personajes para los personajes principales que aparecen en la serie, un avance de la serie animada y tres comerciales japoneses para KOF: Maximum Impact 2.